# Michael Hoskin

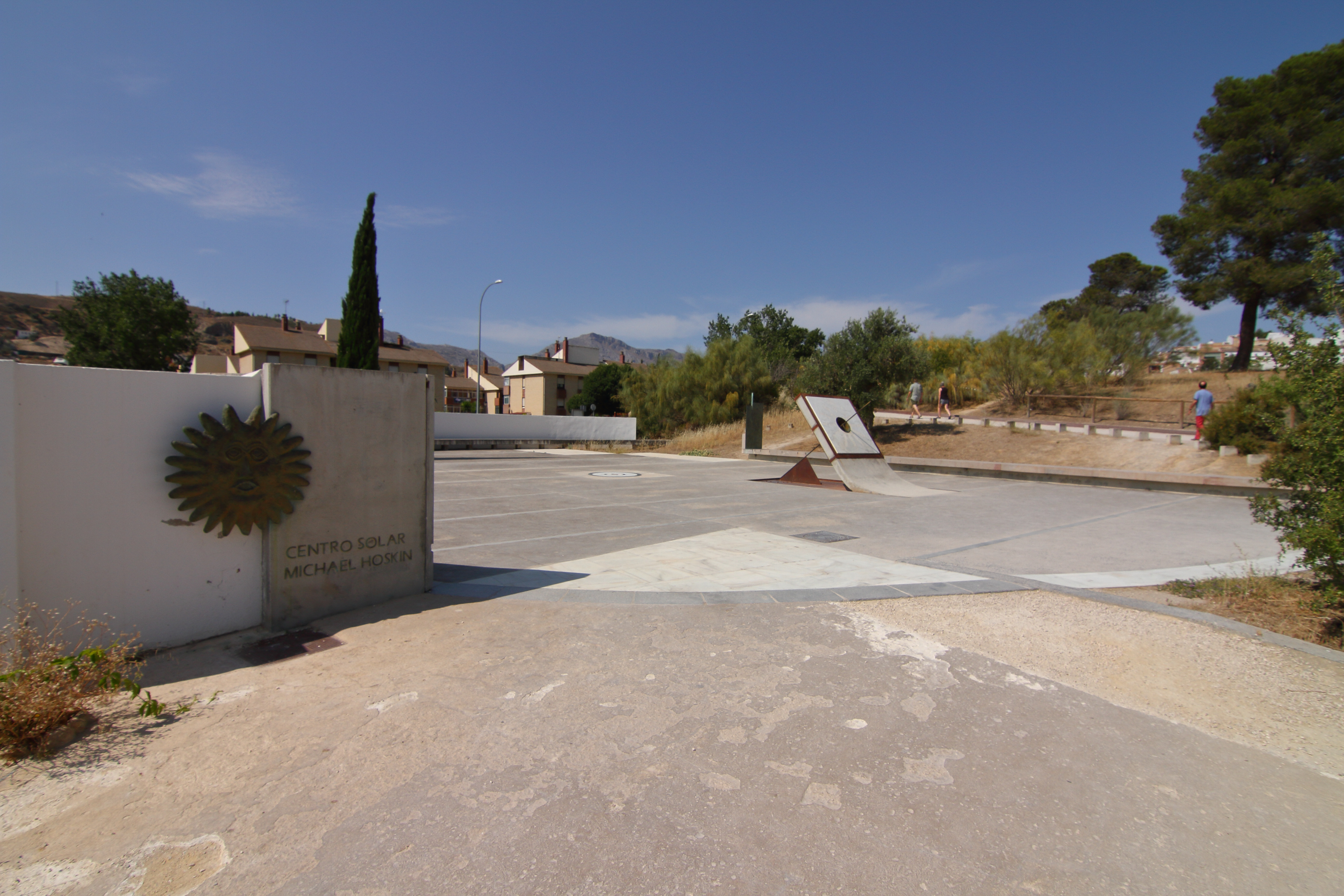
Centro solar Michael Hoskin

Michael Hoskin (Londres, 27 de febrero de 1930 - Cambridge, 5 de diciembre de 2021) fue un arqueoastrónomo y profesor británico, catedrático emérito de Historia y Filosofía de la Ciencia por la Universidad de Cambridge.

## Trayectoria
Tras obtener en 1956 el título de Doctor por la Universidad de Cambridge en la especialidad de geometría algebraica, ejerció de profesor de Historia de la Ciencia y especialmente de Historia de la Astronomía en las universidades de Leicester y Cambridge. Su trayectoria académica está vinculada a la Universidad de Cambridge, siendo director durante once años (1975-1986) del Departamento de Historia y Filosofía de la Ciencia. Sus investigaciones se centran en la Historia de la Astronomía, fundando en 1971 el Journal for the History of Astronomy. Cabe destacar sus trabajos sobre la familia de músicos y astrónomos Herschel. Desde su jubilación en 1988 de la Universidad de Cambridge se ha dedicado por completo a la astronomía prehistórica, realizando aportaciones cruciales para el conocimiento de monumentos megalíticos de toda Europa occidental, el Mediterráneo y el norte de África.
En España su trabajo está vinculado a los Dólmenes de Antequera, a raíz de la publicación del libro Tumbas, templos y sus orientaciones: una nueva perspectiva sobre la Prehistoria del Mediterráneo (2001), en el que investiga las orientaciones de unos 3000 megalitos, de los cuales 2000 son estudiados in situ por él mismo. Si bien la orientación canónica del 99,99 % de todos ellos es de carácter celeste hacia la parte del horizonte por donde sale el sol en los equinoccios y solsticios, sus mediciones ponen en evidencia que, de esta amplia muestra, solo Menga y El Romeral presentan una orientación terrestre hacia elementos del paisaje, en lo que se conoce como un fenómeno de monumentalización paisajística. Su descubrimiento de las anómalas orientaciones terrestres del dolmen de Menga (hacia la Peña de los Enamorados) y del tholos de El Romeral (a la sierra de El Torcal) han sido el fundamento científico para la propuesta del Sitio de los Dólmenes de Antequera como candidatura española a Patrimonio Mundial de UNESCO en el año 2015 . Esta teoría refuerza las investigaciones llevadas a cabo por otros equipos arqueológicos en el marco del Proyecto General de Investigación "Sociedades, Territorios y Paisajes en la Prehistoria de Antequera”, que confirman la presencia de grafías neolíticas en la parte de la montaña a la que mira Menga (abrigo de Matacabras) y de un asentamiento de las comunidades constructoras de los megalitos en la sierra de El Torcal (cueva de El Toro).
En reconocimiento a su aportación, en 2008 se le dedicó un espacio abierto en el Conjunto Arqueológico Dólmenes de Antequera, que pasó a denominarse Centro Solar Michael Hoskin y que presenta un medallón en el suelo con su rostro para poder contemplar el cielo y un ciprés apuntando en esa dirección. Este acto tuvo lugar en presencia de los asistentes al Congreso Cosmology across Cultures, acompañados en su visita por el profesor del Instituto de Astrofísica de Canarias Juan Antonio Belmonte. En 2009 el profesor donó a la comunidad autónoma de Andalucía un conjunto de 5466 fotografías y 134 publicaciones, recopiladas durante toda una vida dedicada al estudio de las construcciones prehistóricas, que quedaron depositadas en el Conjunto Arqueológico Dólmenes de Antequera.

## Obras
- William Herschel and the Construction of the Heavens (1963)[7]
- Second Thoughts of Thomas Wright of Durham (1968)
- The Mind of the Scientist (1971)
- Stellar Astronomy: Historical Studies (1982)
- The General History of Astronomy (1984); vol.2A (1989), vol. 2B (1995)[8]
- Taulas and Talayots (1988)
- The Cambridge Illustrated History of Astronomy (1997)[9]
- The Cambridge Concise History of Astronomy (1999)
- Tombs, Temples and Their Orientations: A New Perspective on Mediterranean Prehistory (2001)
- History of Astronomy: A Very Short Introduction (2002)[10]
- The Herschel Partnership: As viewed by Caroline (2003)
- Caroline Herschel’s Autobiographies (2003)[11]
- The Herschels of Hanover (2007)[12]

## Premios y reconocimientos
- Miembro fundador del St Edmund's College de Cambridge, recibió en 2002 el título de miembro Emérito.
- Miembro de la Churchill College de Cambridge desde 1969, siendo su presidente en el periodo 1981-1991.
- Miembro de la Academia Internacional de Historia de la Ciencia desde 1974.[13]
- Miembro honorario de la Real Sociedad Astronómica desde 2007.
- Miembro honorario de la Unión Astronómica Internacional, en su honor esta le dio, en 2002, su nombre al asteroide '12223 Minor Planet HOSKIN’.
- Académico de Honor de la Real Academia de Nobles Artes de Antequera desde 2013.[14]
- Premio Doggett 2004 de la Sociedad Astronómica Americana.[15]
- Medalla Jaschek de la Sociedad Europea para la Astronomía en la Cultura.[16]
- Medalla de Oro al mérito en las Bellas Artes de 2015 concedida por el Ministerio de Cultura del Gobierno de España por sus investigaciones sobre los Dólmenes de Antequera.[17]
- Medalla Menga 2016, concedida por la Junta de Andalucía y el Conjunto Arqueológico Dólmenes de Antequera.[18]